# Summersville (Wirginia Zachodnia)
Summersville – miasto w Stanach Zjednoczonych, w stanie Wirginia Zachodnia, siedziba administracyjna hrabstwa Nicholas.